# Бурла, Пьер Брюно
Пьер Брюно Бурла (фр. Pierre Bruno Bourla; 19 декабря 1783, Париж — 31 декабря 1866, Антверпен) — бельгийский архитектор французского происхождения. 
C 1819 по 1861 год был городским архитектором Антверпена и профессором архитектуры Королевской академии изящных искусств Антверпена. Его самой известной работой стал Королевский театр, построенный между 1827 и 1834 годами и названный впоследствии театром Бурла. Он также спроектировал новое здание для Академии Антверпена, построил входные ворота в городской ботанический сад, расширил больницу Святой Елизаветы, восстановил собор и отремонтировал городскую ратушу.
Пьер Брюно Бурла умер в Антверпене в 1866 году и был похоронен в соборе Святого Лаврентия. Его тело было перенесено на кладбище Схонселхоф в 1930 году.

## Награды
- 1846: Член Королевской академии наук и искусств Бельгии[5]
- 1840: Рыцарь ордена Леопольда.[6]